# Jacob Østergaard
 Der er flere personer med dette navn, se Jacob Østergaard (professor).
Jacob Østergaard (født 3. januar 1986) er en tidligere dansk håndboldspiller, der spillede for Lemvig-Thyborøn Håndbold og Skjern Håndbold i Håndboldligaen, samt HC Midtjylland i 1. division. Han har spillet en række kampe for de danske ungdomslandshold.
Han indstillede karrieren i 2021 efter tre år hos Lemvig-Thyborøn Håndbold, ét år før hans kontrakt reelt udløb.

## Eksterne links
- Spillerprofil - HC Midtjylland Arkiveret 28. marts 2017 hos  Wayback Machine